# Elvin Mürsəliyev
Elvin Mürsəliyev –también escrito como Elvin Mursaliyev– (Bakú, 17 de agosto de 1988) es un deportista azerbaiyano que compite en lucha grecorromana.
Ganó dos medallas de bronce en el Campeonato Mundial de Lucha, en los años 2014 y 2017, y tres medallas en el Campeonato Europeo de Lucha entre los años 2010 y 2018.
En los Juegos Europeos de 2015 obtuvo una medalla de oro en la categoría de 75 kg. Participó en los Juegos Olímpicos de Río de Janeiro 2016, ocupando el séptimo lugar en la categoría de 75 kg.

## Palmarés internacional
| Campeonato Mundial | Campeonato Mundial   | Campeonato Mundial | Campeonato Mundial |
| Año                | Lugar                | Medalla            | Categoría          |
| ------------------ | -------------------- | ------------------ | ------------------ |
| 2014               | Taskent (Uzbekistán) | Medalla de bronce  | 75 kg              |
| 2017               | París (Francia)      | Medalla de bronce  | 80 kg              |
| Juegos Europeos    |                      |                    |                    |
| Año                | Lugar                | Medalla            | Categoría          |
| 2015               | Bakú (Azerbaiyán)    | Medalla de oro     | 75 kg              |
| Campeonato Europeo |                      |                    |                    |
| Año                | Lugar                | Medalla            | Categoría          |
| 2010               | Bakú (Azerbaiyán)    | Medalla de plata   | 74 kg              |
| 2014               | Vantaa (Finlandia)   | Medalla de bronce  | 75 kg              |
| 2018               | Kaspisk (Rusia)      | Medalla de bronce  | 77 kg              |